# John Kucera
John Kucera, né le 17 septembre 1984 à Calgary, est un skieur alpin canadien s'illustrant dans les disciplines de vitesse (descente, super G et slalom géant). Au cours de sa carrière, il a participé aux Jeux olympiques d'hiver de 2006 de Turin et à trois championnats du monde (2005, 2007 et 2009). Il a remporté en Coupe du monde une seule victoire lors d'un super G à Lake Louise lors de la saison 2007 et y compte trois podiums au total.
Le 7 février 2009, il remporte la médaille d'or de la descente sur la Face de Bellevarde lors des championnats du monde de Val d'Isère.

## Biographie
Né à Calgary, les parents de John Kucera (Jan et Zedna) sont des immigrants tchèques (il parle tchèque couramment). Il participe à sa première course FIS dans la station de Panorama au Canada avec un slalom géant duquel il termine à la 44e place le 17 décembre 1999. Il prend part aux quatre épreuves dans les FIS Race (descente, slalom, géant et super G). Lors de la saison 2001, il participe à sa première course de Coupe d'Amérique du Sud à Antillanca (Chili) le 18 août 2000 avec un slalom qu'il ne finit pas puis à sa première course de Coupe d'Amérique du Nord le 6 janvier 2001 à Lake Louise lors d'une descente où il termine à la 65e place. Il y réalise de bonnes prestations les années 2002 et 2003. Il participe aux 
Championnats du monde junior de 2003 à Serre Chevalier où il prend la 10e place du super G d'une course remportée par son compatriote François Bourque. L'année suivante, il renoue ces Championnats du monde junior qui se déroulent cette fois-ci à Maribor où il atteint trois fois le top-20 (12e en descente, 15e en slalom et 20e en super G). À l'issue de la cette saison, il peut se présenter en Coupe du monde.
C'est lors de la saison 2004 qu'il prend part à sa première course de Coupe du monde dans la station canadienne de Lake Louise avec une descente où il prend la 36e place, cette année de transition le voit concourir en Coupe du monde et Coupe d'Amérique du Nord dans les épreuves de descente, super G et combiné. Il marque ses premiers points lors du combiné de Wengen avec une 12e place. Le Canada décide alors de le sélectionner pour les Championnats du monde 2005 de Bormio en l'alignant  en super G (25e), combiné (9e) et descente (16e) où la délégation canadienne ramène aucune médaille. Kucera représente avec Bourque et Manuel Osborne-Paradis (tous trois sont nés en 1984) l'avenir du ski alpin canadien masculin en vue des Jeux olympiques d'hiver de 2010 qui se dérouleront à Vancouver. Il clôt l'année sur un titre de vice-champion du Canada en géant derrière Bourque et à égalité avec Erik Guay, et prend la 2e place du Championnat des États-Unis en super G derrière Daron Rahlves.
En 2006, il axe sa saison à l'instar des autres compétiteurs sur les JO de Turin de 2006. Il s'aligne en descente, super G, géant et combiné en Coupe du monde. Sa meilleure performance y est une 15e en super-combiné à Val d'Isère et à Chamonix avant le rendez-vous olympique. Sélectionné aux olympiades, son meilleur résultat fut en combiné avec une 17e place (27e en descente et 22e en super G). Il termine cette année olympique avec deux titres de champion du Canada en super G et géant ainsi qu'une seconde place en descente.
Pour la saison 2007, Kucera prend la 14e place de la descente de Lake Louise (améliorant son meilleur résultat en coupe du monde) avant de remporter à 22 ans le lendemain le 26 novembre 2006 sa première victoire avec le super G devant Mario Scheiber et le vétéran Patrik Järbyn alors qu'il était parti avec le dossard 1. Il doit cette victoire grâce à un excellent passage du « Fall Away ». Il est le deuxième Canadien à s'imposer sur un super G en Coupe du monde, 18 ans après Felix Belczyk. Il confirme cette victoire avec un podium au super G de Val Gardena fin décembre derrière Bode Miller et Christoph Gruber et une 5e place au géant d'Alta Badia. Cependant, aux mondiaux 2007 d'Åre, il déçoit avec une 30e place en super G ainsi qu'une 32e place en combiné et une 31e place en descente, ce n'est qu'en géant qu'il réussit un top-15 avec une 12e place. Il termine la saison 2007 avec une 3e place au classement du super G en Coupe du monde.
La saison 2008 débute par deux 7e place à Lake Louise en super G et descente suivis d'une 6e place au géant de Beaver Creek qui démontre la polyvalence du Canadien, il rate le podium au géant d'Alta Badia (4e), au super G de Kitzbühel (5e) et au géant de Whistler (5e), c'est dans cette dernière station que se dérouleront les épreuves olympiques de 2010. Malgré aucun podium, il réalise une saison régulière et échoue à une 13e place et meilleur Canadien au général.
Lors de la saison 2009, il confirme que Lake Louise est bien l'étape où il réalise ses meilleurs résultats puisqu'il monte sur son troisième podium de sa carrière avec une seconde place au super G (derrière Hermann Maier). Il réalise de nombreux top 20 en super G (6e à Beaver Creek et 19e à Kitzbühel), en combiné (11e à Val d'Isère) et en descente (14e à Wengen). Il se présente aux Mondiaux de Val d'Isère avec une 6e place au classement du super G et une 9e du combiné lui permettant d'être considéré comme un outsider pour un podium. Il décroche l'or en descente, sa première médaille mondiale. Il est par la même occasion le premier Canadien à être sacré champion du monde de Descente.
Le dimanche 29 novembre 2009, lors du super-G de Lake Louise, il subit une terrible chute ou il est victime d'une fracture du tibia et du péroné de la jambe gauche. Cette chute l'empeche de participer aux Jeux olympiques de Vancouver.
Il dispute ses dernières courses au niveau international en 2013, année où il marque quelques points en Coupe du monde après deux saisons sans résultat significatif.
Au début des années 2020, il est l'entraîneur du groupe de vitesse de l'équipe canadienne de ski alpin.

## Palmarès

### Jeux olympiques d'hiver
| Épreuve / Édition | Turin 2006 |
| Descente          | 27e        |
| Super G           | 22e        |
| Combiné           | 17e        |

### Championnats du monde
| Épreuve / Édition         | Descente | Super G | Slalom géant | Slalom | Combiné |
| ------------------------- | -------- | ------- | ------------ | ------ | ------- |
| Mondiaux 2005 Bormio      | 16e      | 25e     |              |        | 9e      |
| Mondiaux 2007 Åre         | 31e      | 30e     | 12e          |        | 32e     |
| Mondiaux 2009 Val d'Isère | Or       | 6e      |              |        |         |

### Coupe du monde
- Meilleur classement général : 13e en 2008.
- 3 podiums (tous en super G), dont 1 victoire.

#### Détail des victoires
| Édition / Épreuve | Super G     | Total |
| 2007              | Lake Louise | 1     |
| Total             | 1           | 1     |

#### Classements en Coupe du monde
| Année/Classement | Année/Classement | Général | Général | Descente | Descente | Slalom | Slalom | Slalom géant | Slalom géant | Super G | Super G | Combiné | Combiné |
| ---------------- | ---------------- | ------- | ------- | -------- | -------- | ------ | ------ | ------------ | ------------ | ------- | ------- | ------- | ------- |
| Année/Classement | Année/Classement | Class.  | Points  | Class.   | Points   | Class. | Points | Class.       | Points       | Class.  | Points  | Class.  | Points  |
| 2005             | 2005             | 100e    | 31      | 52e      | 7        | -      | -      | -            | -            | 51e     | 2       | 12e     | 22      |
| 2006             | 2006             | 81e     | 57      | 49e      | 10       | -      | -      | -            | -            | 37e     | 15      | 24e     | 32      |
| 2007             | 2007             | 23e     | 370     | 38e      | 47       | -      | -      | 15e          | 87           | 3e      | 194     | 22e     | 42      |
| 2008             | 2008             | 13e     | 528     | 17e      | 164      | -      | -      | 10e          | 173          | 12e     | 159     | 31e     | 32      |
| 2009             | 2009             | 24e     | 363     | 19e      | 143      | -      | -      | 50e          | 5            | 9e      | 138     | 13e     | 77      |
| 2010             | 2010             | 99e     | 40      | 34e      | 40       | -      | -      | -            | -            | -       | -       | -       | -       |
| 2013             | 2013             | 113e    | 18      | -        | -        | -      | -      | -            | -            | 36e     | 18      | -       | -       |

### Coupe nord-américaine
- Vainqueur du classement général en 2005.
- Premier du classement de la descente et du super G en 2005.
- 13 podiums, dont 7 victoires.

### Championnats du Canada
- Champion du slalom géant en 2006 et 2009.
- Champion du super G en 2006 et 2008.
- Champion de la descente en 2008.
- Champion du super-combiné en 2008.